# Porter Goss
Pour les articles homonymes, voir Goss.
Porter Goss, né le 26 novembre 1938 à Waterbury (Connecticut), est un homme politique et personnalité du monde du renseignement américain, notamment directeur de la CIA du 24 septembre 2004 au 5 mai 2006. Successeur de George Tenet, il est vu comme un faucon, proche des milieux conservateurs. Il est également de 1989 à 2004 membre de la Chambre des représentants des États-Unis pour la Floride.

## Biographie
Il a été agent de la CIA pendant 10 ans de 1962 à 1972 et menait des opérations en Amérique latine, dans les Caraïbes et en Europe. Il a participé au recrutement des mercenaires qui débarquèrent à la baie des Cochons, visant à commettre l'assassinat de Fidel Castro.
En 1967, il participe à la formation de Félix Rodriguez Mendigutia, qui devait traquer, arrêter et exécuter Ernesto Che Guevara en Bolivie. Il a quitté la CIA en 1972 pour cause de maladie.
Goss et sa famille déménagent à Sanibel en Floride, où il monte un journal (Island Reporter) et sera élu au conseil municipal de la ville de 1974 à 1983, y compris trois ans comme maire. Il est élu au Congrès fédéral en 1988 pour le 13e district de l'État, réélu en 1990, puis en 1992 pour le 14e district, et réélu jusqu'en 2004.
En 1997, il devient président de la Commission du renseignement et veut faire augmenter le budget de la CIA.
La nomination de Porter Goss à la tête de la CIA est l'une des directives qui ont suivi les attentats du 11 septembre 2001. Considérée par John Kerry comme la « pire nomination » possible, elle marque un tournant radical pour l'Agence. En effet, Porter Goss a de nombreux détracteurs.
Il a déclaré devant les parlementaires américains qu’il se réservait toujours la possibilité « d’avoir recours à la force mortelle, par exemple dans des cas appropriés contre les membres d’Al Qaïda planifiant des attaques contre les États-Unis ». 
Il est considéré comme proche de la présidence de George W. Bush et de Dick Cheney. En effet, des conflits entre la CIA et la Maison-Blanche ont été la cause principale de la démission forcée de l'ancien directeur George Tenet.
Porter Goss a démissionné de son poste de directeur des services de renseignement le 5 mai 2006 soit moins de deux ans après sa prise de fonction, laissant sa place au général Michael Hayden.